# Q052
Q052 est un rappeur, auteur-compositeur-interprète micmac.

## Biographie
Q052 est le nom de scène de Quentin Condo. Son nom de scène représente le numéro de la réserve autochtone dont il est originaire. Née d’un père micmac et d’une mère irlandaise-américaine dans la communauté de Gesgapegiag, Q052 est un rappeur engagé. Dès l’âge de 5 ans, son père l’initie à la guitare. Dans ses chansons, il aborde des sujets comme les Meurtres et disparitions de femmes autochtones, la Loi sur les Indiens ou encore l’environnement. Il désire décrire le quotidien et les injustices vécues par les peuples autochtones à l'intérieur des communautés. Son premier album Rez Life est paru en 2018.
Quentin Condo a également été membre du conseil de bande de Gesgapegiag pendant plusieurs années.

## Récompenses
- En 2021, Q052 est nommé dans la catégorie Artiste autochtone de l'année dans le cadre des Galas de l'Association québécoise de l'industrie du disque, du spectacle et de la vidéo (ADISQ)[6].
- En 2020, il est nommé au Indigenous Music Awards dans la catégorie Best New Artist[7].

## Discographie
Album:
- 2018 : Rez Life
- 2019 : Qama'si
- 2022 : The Storm
- 2022 : ImagiNation
- 2022 : The Calm

Singles:
- 2021 : Hello Rain (Kwe Kikpesaq)